# Карл Фридрих, војвода од Холштајн-Готорпа
Карл Фридрих, војвода од Шлезвиг-Холштајн-Готорпа (30. април 1700 – 18. јун 1739) био је шведски принц и војвода од Шлезвиг-Холштајн-Готорпа и важан члан европског племства тог доба. Његова династија, војводе од Шлезвиг-Холштајн-Готорпа, били су важан огранак старе немачке куће Олденбурга, која је у овом периоду владала Данском. Његова мајка Хедвиг Софија од Шведске била је старија сестра шведског краља Карла XII Шведског. Карл Фридрих се оженио ћерком руског цара Петра Великог и тако постао отац будућег руског цара Петра III Фјодоровича, а уједно и зачетник лозе Холштајн-Готорп-Романов и предак свих будућих руских монарха, осим Катарине II Велике.

## Детињство и младост
Карл Фридрих је рођен у Шведској као сестрић Карла XII, због чега је уживао велико поштовање међу Швеђанима. Након смрти његовог оца 1702. године, он постаје војвода од Холштајн-Готорпа са свега две године, али му је све до 1717. године савладар био дански краљ Фридрих IV, рођак његовог оца, који је де факто контролу имао над северном половином земље, тачније Шлезвигом, док је јужни део земље, односно Холштајн, био под суверенитетом Светог римског царства, док је млади Карл Фридрих ,иза кога је стојала његова мајка, био посматран као дански вазал. По избијању Великог северног рата Карл XII Шведски својој сестри и свом сестрићу нуди боравак у Стокхолму, на шта они пристају. Као одговор на ово, Фридрих IV Дански заузима цео Шлезвиг укључујући и замак Готорп и лишава Карла Фридриха титуле коју му је 1702. године дао.

## Каријера у Шведској
Карл Фридрих и његов ујак Карл XII се први пут срећу 1716, да би 1717. он био проглашен пунолетним. Мајка и бака Карла Фридриха су непрестано покушавале да осигурају шведски престо за њега, али су наилазиле на разне проблеме. Краљ Карл XII је подржавао свог сестрића, али он умире 1718. године. Хедвиг Софија покушава да прогласи њеног сина за новог краља, али њена млађа сестра Улрика Еленора, која је цео живот љубоморна на њу, налази пуно разлога да се супротстави крунисању Карла Фридриха. Она је истицала да је њен брак непободан по Карлово право на наслеђе шведског трона по већ раније установљеним правилима наслеђа у Норћепингу. Једини разлог зашто је уживала подршку племства по овом питању јесте то што је владало мишљење да је Карл Фридрих превише незрео и неурачунат за шведски престо. Улрика користи прилику и преузима шведску круну за себе. Њен муж, будући Фридрих I Шведски, се налазио на истом месту са Карлом XII када је погинуо, па је брже боље пожурио да се врати у Стокхолм неби ли приграбио престо преко своје супруге. У ово време Карл Фридрих је био превише погођен смрћу свог ујака кога је јако волео. Међутим, када је дошло до обрачуна између Карла и Улрике Еленоре, истакнути шведски генерал Арвид Хорн је појаснио Карлу да се његове претензије не могу испунити. Зато је Карл тражио макар статус више властеле и гарант на наслеђе након Улрикине смрти, али након што сазнаје да ће њен супруг Фридрих постати нови шведски краљ он напушта земљу, али му је статус више властеле у иностранству ипак додељен док му је право на наслеђе одузето у складу са новоуспостављеним правилима сукцесије која га искључују због про-руске политике. 
Након овога, Карл Фридрих прелази у Русију, где узима Ану Петровну, ћерку Петра Великог, за своју супругу. У међувремену, у Шведској у којој почиње да влада Епоха слободе се формира нови политички блок, односно Холштајнска партија која сарађује са Русијом и лобира за долазак Карла Фридриха на престо након смрти Улрике Еленоре која нема потомства. Ипак, она ће надживети Карла и тако се Холштајнска партија распада, а Русија губи евентуално право на шведски престо. 

## Каснији живот
Након склапања династичких веза у Русији, он одлази у Хамбург како би решио питање око његове некадашње титуле војводе од Холштајн-Готорпа. Свети Римски цар прихвата да му помогне и повлачи данску окупацију Холштајна у корист Карла и активира и посредује у преговорима између шведске и данске владе око питања Шлезвига. Шведска нуди своју врсту споразума, коју она и данска страна потписују у Фредрикзборгу, али је Карл негира уз образложење да крши његово право наслеђа на шведски престо и поново се враћа у Русију што тренутно одговара Данској. Након смрти Петра Великог, Карл добија место у савету, свој кабинет, палату и приходе од стране Катарине I и постаје командант царске палате у Санкт Петербургу. Од тада он лобира да његова жена постане нова руска царица, али безуспешно. Он и његова жена касније одлазе у Кил одакле владају регулисаном територијом Холштајн-Готорпа. Он умире јуна 1739. године у селу Ролфсхагн у Саксонији. Чак иако се ни он ни било који његов потомак није дочепао шведског престола, он, тачније његов син будући Петар III, ће добити нешто много веће од титуле краља Шведске. Његов син ће на позив Јелисавете I добити право на руску царску круну коју ће и прихватити, чиме настаје нови огранак династије Романов која ће владати Русијом све до Руске револуције.